# Stoica & Asociații
Stoica & Asociații este o casă de avocatură din România, înființată în anul 1995 de Valeriu Stoica — fost ministru al justiției în perioada 1997–2000 — și Cristiana I. Stoica.
Compania este între primii zece jucători de pe piața locală de avocatură de business (martie 2009) și are circa 30 de avocați.
Compania a avut încasări de 7,3 milioane euro în anul 2008.